# 戸田川鷲之助 (明和)
戸田川 鷲之助（とだがわ わしのすけ、? - 1773年（安永2年）7月19日（旧暦5月30日）は、安房国平郡（現：千葉県安房郡鋸南町保田）出身の元大相撲力士。本名は芳野 金治（よしの きんじ）。

## 来歴
安房国平郡（現：千葉県安房郡）に生まれ、1761年10月場所で三段目（序二段とも言われている）で初土俵を踏む。1765年10月場所二段目で7戦全勝を達成、1770年3月場所で新入幕を果たした。1771年10月場所では7勝1敗の優勝相当成績を挙げた。しかし、1773年3月場所終了後の旧暦5月30日、巡業先の大坂で死去。生年不明だが初土俵から逆算すると30代で亡くなったものと考えられる。
番付運が非常に悪い力士で、幕内（上段）で優勝相当成績を挙げながら翌場所は番付がなぜか降下したり、二段目では負け越し知らず（4勝4敗はあった）にもかかわらず入幕まで9場所・4年半も費やすなど、現在では考えられないほどの悲運の力士だった。これは江戸時代にはまだ番付制度が確立されていなかったことや、江戸時代、とりわけ18世紀の相撲に関する記録が散逸してしまっていることなどが原因である。
戸田川が実際に使用していた化粧廻しが現存しており、最古の物だと言われている。

## 場所別成績
| 1761年 | x                      | 三段目 –               |
| 1762年 | x                      | x                      |
| 1763年 | 西三段目2枚目 –        | x                      |
| 1764年 | x                      | 西三段目2枚目 –        |
| 1765年 | x                      | 西幕下6枚目 7–0        |
| 1766年 | 西幕下8枚目 5–3        | 西幕下7枚目 1–2        |
| 1767年 | 西三段目筆頭 –         | 西幕下6枚目 4–4        |
| 1768年 | 西幕下5枚目 4–2 1預    | 西幕下3枚目 6–1        |
| 1769年 | 西幕下7枚目 2–1        | 西幕下6枚目 4–2 1預    |
| 1770年 | 西前頭2枚目 3–4–1      | 西前頭2枚目 5–1 1預1無 |
| 1771年 | 西幕下筆頭 4–1         | 西前頭4枚目 7–1        |
| 1772年 | x                      | 西幕下筆頭 4–0 1預1無  |
| 1773年 | 西幕下3枚目 引退 3–4–0 | x                      |
| 各欄の数字は、「勝ち-負け-休場」を示す。 優勝 引退 休場 十両 幕下 三賞：敢=敢闘賞、殊=殊勲賞、技=技能賞 その他：★=金星 番付階級：幕内 - 十両 - 幕下 - 三段目 - 序二段 - 序ノ口 幕内序列：横綱 - 大関 - 関脇 - 小結 - 前頭（「#数字」は各位内の序列） |                        |                        |

- この成績表でテンプレートの仕様上「幕下」となっている部分は、番付表の上から二段目であるため、「二段目」と呼ぶ方が正確である。当時は段ごとに力士の地位を待遇差で区別する発想がまだ確立しておらず、二段目以下でも番付表で「前頭」（「同」表記でない）と書かれている部分までは「幕内格」と見るべきだという説がある。
- 三段目の地位は小島貞二コレクションの番付実物画像による。

## 改名歴
- 立山 金次郎 - 1761年10月場所 - 1764年10月場所
- 立浪 金次郎 - 1765年10月場所
- 戸田川 金次郎 - 1766年3月場所 - 1767年10月場所
- 戸田川 金治 - 1768年9月場所
- 戸田川 ？ - 1768年11月場所
- 戸田川 金次 - 1769年4月場所
- 戸田川 金次郎 - 1769年10月場所
- 戸田川 鷲之助 - 1770年3月場所 - 1773年3月場所